# De Resolutie
De Resolutie of Resolutie is een voormalige suikerplantage aan de Surinamerivier in de kolonie Suriname. Op deze plantage werden de rietstengels geplet met een stoommolen. In het midden van de 19e eeuw werd de plantage beschouwd als een van de fraaiste rietsuikerplantages van de kolonie.

## Locatie
De Resolutie was gelegen aan de Surinamerivier rechts in het afvaren; grenzend stroomopwaarts aan plantage Bremen, stroomafwaarts aan de mond van de Jonkermanskreek. In 1827 was de plantage 1.500 Surinaamse akkers groot, ongeveer 644 hectare. Een deel was met banaan beplant.

## Eigendomssituaties
(naar jaar:)
- 1819: A. de Mey Wz
- 1827: Erven Wichers
- 1835: H. Bylaart en G.L. Röperhoff
- 1863: H. Bijlaart en de erven G.L. Röperhoff, wonende te Paramaribo en Hamburg
- 1867: Nederlandsche Handel-Maatschappij
- 1886: opkoper niet bekend

## Emancipatie
Bij de afschaffing van de slavernij in Suriname in 1863 werden op De Resolutie 447 slaven vrijgemaakt, waarbij 85 nieuwe familienamen werden geboekstaafd, te weten:
Amand, Ankeveen, Baarn, Barsol, Bartmeu, Blaauw, Bromberg, Bunnik, Cairo, Doldenberg, van Dort, van Drie, Duiker, Duyst, Elshout, Erna, Ernanine, Fabbry, Franca, Frankendaal, Fruchtenstein, Gimp, Glasgow, Goudberg, van Halm, Hoekma, Klaassens, Kluivert, Koolman, de Koop, de Leeuw, Lopik, Loulier, Ludger, Lijdenfort, Lijnmarkt, Maarsen, Maliebaan, Mikker, Mijdrecht, Nanking, Nederhorst, de Nes, de Neude, Niekoop, Noodhaven, Nijendijk, Nijenrode, Oostweerd, Oudhuizen, Pantser, Pellet, Polanen, Raadman, Raamveld, Renes, Resort, Retz, Richmont, Romein, Room, Ruimwijk, Rupselo, Schaffelaar, Slager, Slijter, Smeeg, Staringwoud, Sticht, Stoppelaar, Suikerman, Tienhoven, Utrecht, Verbruggen, Vischering, Vlugman, Vonk, Vreemd, Vriesdorp, Vrijland, Wallis, Weerden, Westhoek, Wouter, Zoest.

## Nederlandsche Handel-Maatschappij
Na de emancipatie werd de Nederlandsche Handel-Maatschappij (NHM) aangezocht om grootkapitaal te investeren in de Surinaamse landbouw. In 1867 kocht zij hiertoe plantage De Resolutie met bijbehorende suikerfabriek en stijlerij (voor de bereiding van rum) voor een bedrag van 250.000 gulden. Van het totale grondoppervlak van 2.843½ akkers was slechts een vijfde beplant, 412 met suikerriet en 110 met banaan. De overige, woeste grond was dus nog in cultuur te brengen. In 1874 was reeds een derde bebouwd en werd voor de bereiding van geraffineerde suiker een vacuüm-installatie in werking gesteld. Voor aanvullende arbeidskracht werden 250 Chinezen uit Hongkong besteld. Bij de beëindiging van het Staatstoezicht in 1873 vertrokken ruim 200 geëmancipeerden. Zij werden vervangen door Chinezen uit Java (door de Nederlandsche Handel-Maatschappij zelf aangevoerd) en door Brits-Indische koelies. Van de 500 immigranten stierven er in het eerste jaar 71 als gevolg van ziekten. Op de plantages Resolutie en Alliance (Commewijne) vonden in 1879 Suriname's eerste opstanden van Hindoestaanse contractarbeiders plaats. 
In 1882 kocht de NHM plantage Mariënburg en bouwde er een zg Centraalfabriek. Omliggende plantages behoefden dan niet zelf meer hun suikerriet te vermalen -met meerendeels verouderde machines- maar konden het tegen een vergoeding afleveren. Ondanks de investeringen werd de opbrengst per akker op De Resolutie steeds geringer. De bodem verarmde en bemestingsproeven brachten geen verbetering. De buitengewone droogte in de jaren 1883 en 1884 decimeerde de oogst nog eens. Mede in verband met de toen zeer lage suikerprijs besloot de NHM tot opheffing. De fabriek werd afgebroken en de machines en de contractarbeiders werden naar Mariënburg overgebracht. De Resolutie had haar suiker nog aan Nederland geleverd, maar de Mariënburg-suiker werd gewoonlijk naar Engeland verscheept. In 1886 was De Resolutie geheel verlaten. De grond werd datzelfde jaar verkocht, voor (slechts) 300 Britse ponden.